# Castillo de Nephin
El castillo de Nephin (también Nephim en árabe: قلعة أنفة‎, romanizado: Qalʿat Anfa) es un antiguo castillo cruzado en el actual Líbano.

## Ubicación
El castillo estaba en una estrecha península en la ciudad de Enfeh en el mar Mediterráneo, a unos 8 km al suroeste de Trípoli.

## Historia
El castillo fue construido en el siglo XII y era el centro del gobierno del Señorío de Nephin en el Condado de Trípoli. A partir de 1163, la familia noble occitana Renouard (también Raynouard ) es nombrada como los señores de Nephin. Aunque era repetidamente asediado, el castillo nunca fue conquistado por los musulmanes. En 1282, el castillo fue utilizado por el conde de Trípoli como prisión para los hermanos Guido II, Juan y Balduino de Gibelet, que se habían rebelado contra el conde Bohemundo IV y a quienes finalmente hizo enterrar vivos aquí. El castillo fue conquistado en 1289, después de que los mamelucos conquistaran Trípoli; los francos la abandonaron y evacuaron sin luchar. Los sultanes mamelucos hicieron demoler el castillo. Todo lo que queda del antiguo complejo del castillo hoy en día es la zanja excavada profundamente en la roca, que separaba la península del continente, así como algunas piedras de protuberancias aisladas.